# NGC 1260
NGC 1260 este o galaxie spirală situată în constelația Perseu. A fost descoperită în 19 octombrie 1884 de către Guillaume Bigourdan⁠(d). Se află la o distanță de 240.000.000 al de Pământ.